# Heinrich Degenkolb

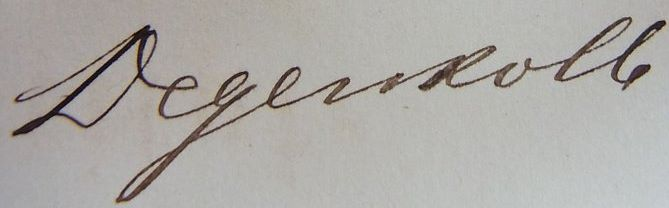
Unterschrift von Karl Heinrich Degenkolb

Karl Heinrich Degenkolb, ab 1880 von Degenkolb, (* 25. Oktober 1832 in Eilenburg; † 2. September 1909 in Thusis) war ein deutscher Rechtswissenschaftler und Hochschulprofessor mit den Schwerpunkten Zivilrecht und Zivilprozessrecht.

## Werdegang
Heinrich Degenkolb, Sohn des Fabrikanten Carl Degenkolb, begann 1850 das Studium der Rechtswissenschaft, zunächst in Tübingen, dann in Bonn, Heidelberg und Berlin. Seine Promotion erfolgte 1855, danach trat er in den preußischen Staatsdienst ein. 1860 wurde er zum Gerichtsassessor ernannt. 1861 habilitierte er sich an der Universität Berlin, wo er ab 1863 als Privatdozent tätig war. 1869 wurde er an der Universität Freiburg zum ordentlichen Professor für römisches Recht ernannt. Von 1871 bis 1872 besaß er ein Mandat als Vertreter der Universität Freiburg in der Ersten Kammer der Badischen Ständeversammlung. 1872 ging er an die Universität Tübingen, wo er zu einem anerkannten Romanisten und Prozessualisten wurde. 1893 übernahm er eine Professur in Leipzig. Seine Emeritierung erfolgte 1904.
1880 wurde Heinrich von Degenkolb mit dem Ehrenritterkreuz des Ordens der württembergischen Krone ausgezeichnet, welches mit dem persönlichen Adelstitel verbunden war. 

## Veröffentlichungen (Auswahl)
- De legato quod fiebat per praeceptionem, Dissertation 1855
- Die Lex Hieronica und das Pfändungsrecht der Steuerpächter, 1861 (Nachdruck 1968)
- Platzrecht und Miete, 1867 (Neudruck 1969)
- Einlassungszwang und Urteilsnorm, 1877
- Beiträge zum Zivilprozess, 1905 (Neudruck 1969)